# Паб'яницький трамвай
Паб'яніцький трамвай — складова мережі трамвайного сполучення Лодзинської агломерації, що діє в Паб'яницях, та сполучає місто з Ксаверувом і Лодзю, працюючи з перервами з 17 січня 1901.

## історія

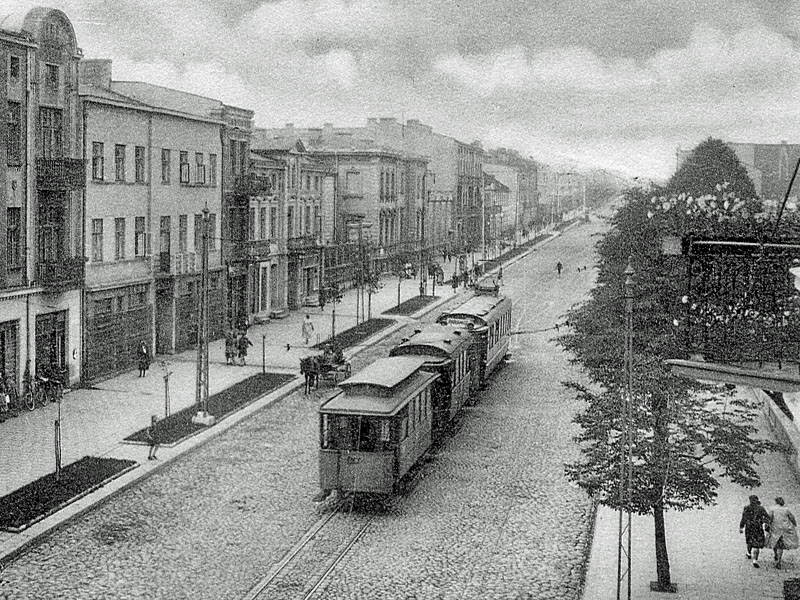
Трамвай у Паб'яницях на вул. Варшава в 1926 році

Трамвай вперше з'явився на вулицях Паб'яниць 17 січня 1901 року. Трамвай, що сполучає Паб’яниці з Лодзю, доїжджав лише до околиць Паб’яниць з кінцевою зупинкою біля церкви св. Флоріана. У 1905 році лінію продовжили до центру міста, до ратуші. Чергове розширення трамвайного маршруту Паб'яниць відбулося в 1924 році. Потім трамвайну лінію продовжили до залізничного вокзалу. У 1940 році трамвайна лінія Паб'яниці - Лодзь мала номер №70. Після війни лінія мала позначення № 41. У 1968 році лінію було продовжено до  кінцевої Сільська та побудовано кінцеву Великий Поворот. У тому ж році була запущена додаткова лінія № 41BIS, яка курсувала виключно по місту з Сільської до Великого Повороту. У 1980-х роках існували плани побудови трамвайної лінії до найбільшого району Паб'яниць — Бугай. Збудовано навіть невелику дільницю колії — на розі вулиць Навроцького та Вальтера-Янке та Свєтліцького, демонтовану лише у 2014 році. Однак плани не були реалізовані. У 1993 році трамвайна лінія № 41, що належала MPK Łódź, була передана MKT. У 1998 році лінію № 41BIS було закрито, а замість неї МЗК Паб'яниці запустив автобусну лінію № 11. На цьому ж маршруті 4 жовтня 2004 року MPK Łódź запустив лінію P, що обслуговується одновагонними трамваями 805Na, яка діяла до кінця 2006 року.
З 2004 року лінією до Лодзі знову керує MPK Łódź. На вулицях Паб'яниць знову з'явилися склади 805Na замість вагонів типу 803N. Квитки МЗК Паб'яниці перестали діяти у трамваях. Лінія доходила до Геленувку, набагато далі, ніж лінія 41, яка прямувала лише до площі Незалежності. Через місяць, 1 лютого 2004 року, лінію 11 було продовжено до Згежа, а 1 березня 2004 року маршрут до Геленувка мав варіант № 11А. Незабаром після цього MPK відновив міську лінію в Паб'яниці до Сільської.
У 2008 році, через завершення будівництва Лодзинської частини Регіонального трамвая, маршрути лінії № 11 було скорочено до Хоцяновиці-ІКЕА, а лінія № 11А була скасована. Це сталось через поганий стан колій у Ксаверові та Паб’яницях, не пристосованих до сучасних трамваїв Pesa.
У 2010 році нумерацію лінії повернули до № 41, і разом з цим тариф було змінено на локальний, потім змінено на міжмуніципальний тариф, який зараз діє у формі зонального тарифу.
14 травня 2017 року через незадовільний технічний стан контактної мережі та колій зупинено рух трамвая. Запроваджено тимчасовий автобусний маршрут № Z41, який курсував від вокзалу до Хоцяновиці-ІКЕА. У період з 2 липня по 31 серпня 2017 року маршрут лінії Z41 було продовжено до станції Лодзь-Домброва. 1 листопада 2017 року після реконструкції електротяги було відновлено трамвайне сполучення.
Через ремонт колій в Паб’яницях 1 березня 2020 року було припинено рух трамваїв. Рух відновлено 1 липня 2023. Тоді на маршруті вперше з'явилися повністю низькопідлогові трамваї. Згідно з припущеннями MPK Лодзь, більша частина поїздок на лінії № 41 має обслуговуватися низькопідлоговим рухомим складом. На маршрутах з низькою підлогою, позначених у розкладі, найчастіше використовуються трамваї Pesa 122N, призначені для цього маршруту як частина регіонального трамвая Лодзі. Іноді на маршруті також можна побачити Moderus Gamma. Решту рейсів зазвичай обслуговує Konstal 805Na.

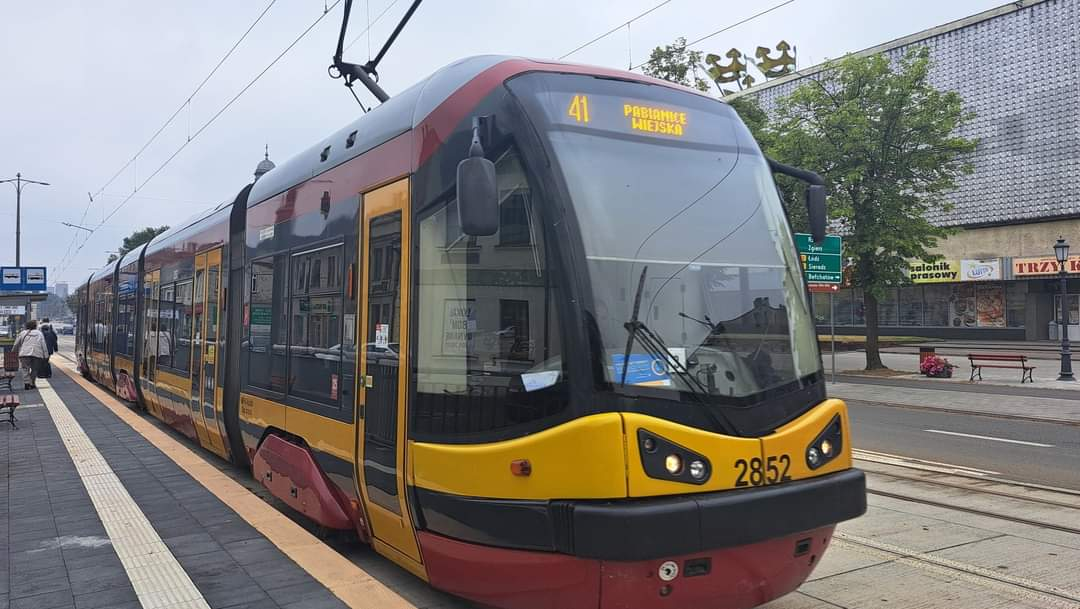
Модернізація у 2020–2023 роках дозволила запуск на маршрут низькопідлоговим трамваям, таким як Pesa 122N, який видно на фото на вул. Замкова

## Трамвайні лінії

### Давніше
У списку нижче показано лінії, що працювали до 2010 року.
| № лінії | Маршрут | Роки експлуатації                            |
| ------- | --- | -------------------------------------------- |
| 11      | Паб'яниці: Сільська – Ласка, Замкова, Варшавська; Ксаверув: Лодзинська; Лодзь: Паб'яницька, Пйотрковська, Костюшка, Західна, Згерська, Згеш: Лодзинська, 1 Травня – Згеш площа Кілінського | 1998–2008 роки                               |
| 11A     | Паб'яниці: Сільська – Ласка, Замкова, Варшавська; Ксаверув: Лодзинська; Лодзь: Паб'яницька, Пйотрковська, Костюшка, Західна, Згерська – Лодзь Геленувек                                    | 1998–2008 роки                               |
| 41      | Паб'яниці: Сільська – Ласка, Замкова, Варшавська; Ксаверув: Лодзинська; Лодзь: Паб'яницька – Лодзь Площа Незалежності                                                                      | з перервами в 1956–2020 роках та з 2023 року |
| 41BIS/P | Сільська – Ласка, Замкова, Варшавська - Великий Поворот | 1969–1998 роки                               |
| 70      | Паб'яніце: Залізничний вокзал – Ласка, Замкова, Варшавська; Ксаверув: Лодзинська; Лодзь: Паб'яницька – Лодзь Площа Незалежності                                                            | період Другої світової війни                 |
| П       | Паб'яниці: Сільська – Ласка, Замкова, Варшавська; Ксаверув: Лодзинська; Лодзь: Паб'яницька – Лодзь IKEA                                                                                    | 2004–2006 та 2008–2010 роки                  |

### Поточні (станом на липень 2023 р.)[14]
| № лінії | Маршрут |
| ------- | --- |
| 41      | Паб'яниці: Сільська – Ласка, Замкова, Варшавська; Ксаверув: Лодзинська; Лодзь: Паб'яницька – Лодзь Площа Незалежності |

## Суперечки
У 2009 та 2011–2012 роках мер Паб'яниць Збігнєв Дихто розглядав можливість заміни трамваїв на автобуси. У звіті, підготовленому містом, більшість людей заявили, що трамвай у Паб'яницях має залишитися. Попри ці дані, у 2017 році деякі люди висловлювалися проти трамвая, вважаючи його ненадійним і шумним. Ці думки, однак, не були настільки значними, щоб ліквідувати трамвай.